# Salluit
Salluit é uma comunidade inuíte localizada na região de Nord-du-Québec, no extremo norte da província de Quebec, no Canadá. Sua população era de 1.483 no censo canadense de 2016, o centro populacional tinha 1.075 pessoas. É inacessível por estrada, o acesso é feito somente por via aérea através do Aeroporto Salluit.